# امبروهیترالوماهیتسی
امبروهیترالوماهیتسی (به لاتین: Ambohitrolomahitsy) یک منطقهٔ مسکونی در ماداگاسکار است که در آنالامانگا واقع شده‌است.

## خصوصیات
امبروهیترالوماهیتسی ۱۷٬۰۰۰ نفر جمعیت دارد و ۱٬۴۲۲ متر بالاتر از سطح دریا واقع شده‌است.